# جان ام. جامپر
جان ام. جامپر (زاده ۱۹۸۵) — شیمیدان و دانشمند کامپیوتر آمریکایی است. او در حال حاضر به عنوان مدیر در دیپ‌مایند خدمت می‌کند. جامپر و همکارانش آلفا فولد، یک مدل هوش مصنوعی (AI) برای پیش‌بینی ساختارهای پروتئینی از توالی اسیدهای آمینه آن‌ها با دقت بالا اختراع کردند. آکادمی سلطنتی علوم سوئد اعلام کرد که نیمی از جایزه نوبل شیمی امسال به دیوید بیکر، آمریکایی و استاد دانشگاه واشنگتن به خاطر «طراحی محاسباتی پروتئین» و نیم دیگر به طور مشترک به دمیس هاسابیس، بریتانیایی و جان جامپر، آمریکایی برای کارشان در زمینه «پیش‌بینی ساختار پروتئین» اهدا می‌شود.

## تحصیلات
جامپر در سال ۲۰۰۷ لیسانس علوم با گرایش های فیزیک و ریاضیات از دانشگاه وندربیلت، کارشناسی ارشد فلسفه در فیزیک ماده چگال نظری از دانشگاه کمبریج در سال ۲۰۱۰، و دکترای فلسفه در شیمی نظری از دانشگاه شیکاگو در سال ۲۰۱۷ دریافت کرد. مشاوران دکترای او در دانشگاه شیکاگو توبین آر سوسنیک و کارل فرید بودند..